# Longboat Key, Florida
Longboat Key är en stad (town) i Manatee County, och  Sarasota County, i delstaten Florida, USA. Enligt United States Census Bureau har staden en folkmängd på 6 953 invånare (2011) och en landarea på 10,7 km².